# Premiul Abel
Premiul Abel este un premiu acordat anual de către regele Norvegiei unui matematician remarcabil. Este numit după matematicianul norvegian Niels Henrik Abel (1802-1829) și modelat direct după Premiul Nobel.
 Recompensa financiară pentru câștigător este de 7,5 milioane de coroane norvegiene.
Istoria Premiului Abel datează din 1899, când matematicianul norvegian Sophus Lie a propus înființarea sa, după ce a aflat că planurile lui Alfred Nobel pentru premii anuale nu vor include un premiu pentru matematică. În 1902, regele Oscar al II-lea al Suediei și Norvegiei și-a exprimat dorința de a finanța un premiu pentru matematică pentru a completa premiile Nobel, dar stabilirea premiului a fost împiedicată de dizolvarea uniunii dintre Norvegia și Suedia în 1905. A durat aproape un secol înainte ca premiul să fie stabilit definitiv de guvernul Norvegiei în 2001 și s-a intenționat în mod specific „să le ofere matematicienilor propriul echivalent al unui Premiu Nobel”. Laureații sunt selectați de Comitetul Abel, ai cărui membri sunt numiți de Academia Norvegiană de Științe și Litere.
Ceremonia de decernare a premiilor are loc în Aula Universității din Oslo, unde a fost acordat Premiul Nobel pentru Pace între 1947 și 1989. Consiliul pentru Premiul Abel a înființat și un simpozion Abel, administrat de Societatea Norvegiană de Matematică, care are loc de doua ori pe an.

## Criterii de selecție și finanțare
Oricine poate depune o nominalizare la Premiul Abel, deși auto-nominalizările nu sunt permise. Candidatul trebuie să fie în viață. Dacă premiatul moare după ce a fost declarat câștigător, premiul va fi acordat postum.
Academia Norvegiană de Științe și Litere declară câștigătorul Premiului Abel în luna martie, după recomandarea Comitetului Abel, care este format din cinci matematicieni. Atât norvegienii, cât și non-norvegienii pot face parte din comitet. Sunt aleși de Academia Norvegiană de Științe și Litere și nominalizați de Uniunea Internațională de Matematică și Societatea Europeană de Matematică. Începând din 2019, comitetul este condus de matematicianul norvegian Hans Munthe-Kaas (Universitatea din Bergen), și înainte era condus de profesorul John Rognes.

### Finanțare
Guvernul norvegian a acordat premiului o finanțare inițială de 200 milioane de coroane norvegiene (aproximativ 21,7 milioane euro) în 2001. Anterior, finanțarea venea de la fundația Abel, dar astăzi premiul este finanțat direct de la bugetul național.
Finanțarea este controlată de consiliul de administrație, care este format din membri aleși de Academia Norvegiană de Științe și Litere. Actualul lider al consiliului este John Grue.

## Laureați
| An   | Laureat                  | Imagine                    | Instituție                                                                  | Citare |
| ---- | ------------------------ | -------------------------- | --------------------------------------------------------------------------- | --- |
| 2003 | Jean-Pierre Serre        | Jean-Pierre Serre          | Collège de France                                                           | „Pentru că a jucat un rol cheie în modelarea formei moderne a multor părți ale matematicii, inclusiv topologia, geometria algebrică și teoria numerelor”.                                                                         |
| 2004 | Michael Atiyah           | Michael Atiya              | Universitatea din Edinburgh Universitatea Cambridge                         | „Pentru descoperirea și dovada teoremei indexului, care reunește topologia, geometria și analiza, și rolul lor remarcabil în construirea de noi punți între matematică și fizică teoretică”.                                      |
| 2004 | Isadore Singer           | Isadore Singer             | Massachusetts Institute of Technology Universitatea Berkeley din California | „Pentru descoperirea și dovada teoremei indexului, care reunește topologia, geometria și analiza, și rolul lor remarcabil în construirea de noi punți între matematică și fizică teoretică”.                                      |
| 2005 | Peter Lax                | Peter Lax                  | Courant Institute                                                           | „Pentru contribuțiile sale revoluționare la teoria și aplicarea ecuațiilor diferențiale parțiale și la calcularea soluțiilor lor”.                                                                                                |
| 2006 | Lennart Carleson         | Lennart Carleson           | Universitatea Tehnică Regală                                                | „Pentru contribuțiile sale profunde și decisive la analiza armonică și teoria sistemelor dinamice netede”. |
| 2007 | S. R. Srinivasa Varadhan | S. R. Srinivasa Varadhan   | Courant Institute                                                           | „Pentru contribuțiile sale fundamentale la teoria probabilității și în special pentru crearea unei teorii unificate a abaterilor mari”.                                                                                           |
| 2008 | John G. Thompson         | John Griggs Thompson       | Universitatea Florida                                                       | „Pentru realizările lor profunde în algebră și în special pentru modelarea teoriei moderne a grupurilor”. |
| 2008 | Jacques Tits             | Jacques Tits               | Collège de France                                                           | „Pentru realizările lor profunde în algebră și în special pentru modelarea teoriei moderne a grupurilor”. |
| 2009 | Mikhail Gromov           | Mikhail Leonidovich Gromov | Institut des Hautes Études Scientifiques and Courant Institute              | „Pentru contribuțiile sale revoluționare în geometrie”. |
| 2010 | John Tate                | John Tate                  | University of Texas at Austin                                               | „Pentru impactul său vast și durabil asupra teoriei numerelor”. |
| 2011 | John Milnor              | John Milnor                | Universitatea Stony Brook                                                   | „Pentru descoperiri de pionierat în topologie, geometrie și algebră”. |
| 2012 | Endre Szemerédi          | Endre Szemeredi            | Institutul de matematică Alfréd Rényi și Universitatea Rutgers              | „Pentru contribuțiile sale fundamentale în matematică discretă și informatică teoretică și ca recunoaștere a impactului profund și durabil al acestor contribuții asupra teoriei numerelor aditive și a teoriei ergodice”.        |
| 2013 | Pierre Deligne           | Pierre Deligne             | Institute for Advanced Study                                                | „Pentru contribuțiile decisive în geometria algebrică și pentru impactul lor transformator asupra teoriei numerelor, teoriei reprezentării și câmpurilor conexe”.                                                                 |
| 2014 | Yakov Sinai              | Yakov G Sinai              | Universitatea Princeton și Institutul Landau pentru fizică teoretică        | „Pentru contribuțiile sale fundamentale la sistemele dinamice, teoria ergodică și fizica matematică ”. |
| 2015 | John F. Nash Jr.         | John Forbes Nash Jr.       | Universitatea Princeton                                                     | „Pentru contribuțiile de impact și decisive la teoria ecuațiilor diferențiale parțiale neliniare și aplicațiile sale la analiza geometrică”.                                                                                      |
| 2015 | Louis Nirenberg          | Louis Nirenberg            | Courant Institute                                                           | „Pentru contribuțiile de impact și decisive la teoria ecuațiilor diferențiale parțiale neliniare și aplicațiile sale la analiza geometrică”.                                                                                      |
| 2016 | Andrew Wiles             | Andrew Wiles               | Universitatea Oxford                                                        | „Pentru uimitoarea sa dovadă a ultimei teoreme a lui Fermat, prin intermediul conjecturii de modularitate pentru curbele eliptice semistabile, deschizând o nouă eră în teoria numerelor”.                                        |
| 2017 | Yves Meyer               | Yves Meyer                 | École Normale Supérieure de Cachan                                          | „Pentru rolul său esențial în dezvoltarea teoriei matematice a undelor”. |
| 2018 | Robert Langlands         | Robert Langlands           | Institute for Advanced Study                                                | „Pentru programul său vizionar care leagă teoria reprezentării de teoria numerelor”. |
| 2019 | Karen Uhlenbeck          | Karen Uhlenbeck            | University of Texas at Austin                                               | „Pentru realizările sale de pionierat în ecuații geometrice diferențiale parțiale, teoria ecartamentelor și sisteme integrabile și pentru impactul fundamental al muncii sale asupra analizei, geometriei și fizicii matematice”. |
| 2020 | Hillel Furstenberg       | Hillel (Harry) Furstenberg | Universitatea Ebraică din Ierusalim                                         | „Pentru pionierat în utilizarea metodelor din probabilitate și dinamică în teoria grupurilor, teoria numerelor și combinatorică”.                                                                                                 |
| 2020 | Grigory Margulis         | Grigory Margulis           | Universitatea Yale                                                          | „Pentru pionierat în utilizarea metodelor din probabilitate și dinamică în teoria grupurilor, teoria numerelor și combinatorică”.                                                                                                 |
| 2021 | László Lovász            | Laszlo Lovasz              | Universitatea Eötvös Loránd                                                 | „Pentru contribuțiile lor fundamentale la informatică teoretică și matematică discretă și rolul lor principal în modelarea lor în domenii centrale ale matematicii moderne”.                                                      |
| 2021 | Avi Wigderson            | Avi Wigerson               | Institute for Advanced Study                                                | „Pentru contribuțiile lor fundamentale la informatică teoretică și matematică discretă și rolul lor principal în modelarea lor în domenii centrale ale matematicii moderne”.                                                      |
| 2022 | Dennis Sullivan          | Dennis Sullivan            | City University of New York Graduate Center și Stony Brook University       | „Pentru contribuțiile sale inovatoare în topologie în sensul său cel mai larg, și în special aspectele algebrice, geometriei și dinamice ale acesteia”.                                                                           |